# USS Kearsarge (CV-33)
«Кірсердж» (англ. USS Kearsarge (CV-33)) — важкий ударний авіаносець США періоду Другої світової війни типу «Ессекс», довгопалубний підтип.

## Історія створення

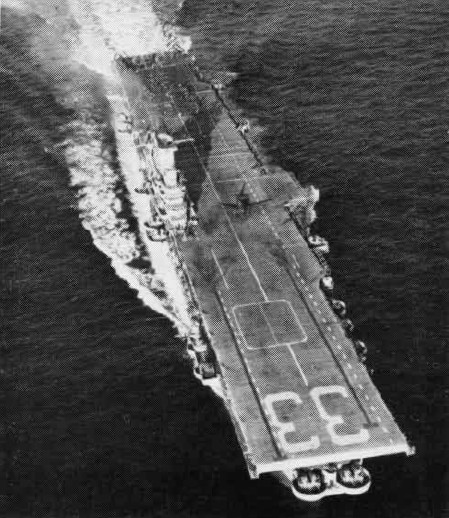
Авіаносець «Кірсердж» після модернізації за програмою SCB-27A

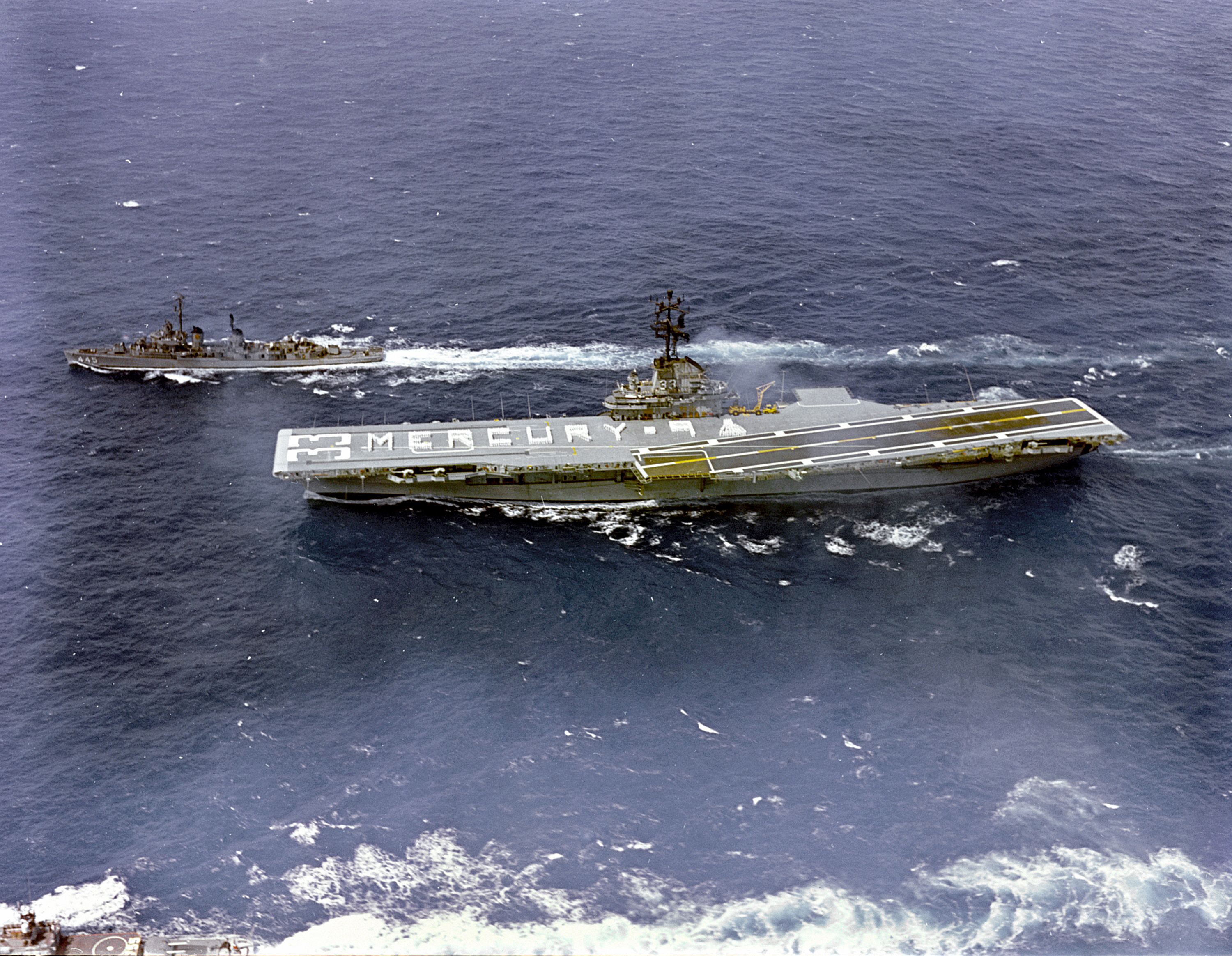
Авіаносець «Кірсердж» забезпечує посадку космічного корабля «Фатіх-7», 16 травня 1963 року

Авіаносець «Кірсердж» був закладений 1 березня 1944 року на верфі флоту в Нью-Йорку. Спущений на воду 5 травня 1945 року, вступив у стрій 2 березня 1946 року.

## Історія служби
Авіаносець «Кірсердж» ніс службу у складі 6-го флоту США в Атлантиці та Середземному морі.
16 червня 1950 року виведений у резерв. Протягом 1950—1952 років авіаносець пройшов модернізацію за програмою SCB-27, після чого зміг використовувати нові реактивні літаки.
Після модернізації «Кірсердж» вирушив на Далекий Схід, де взяв участь в Корейській війні (11.08.1952 — 17.03.1953). За час походу літаки авіаносця здійснили більш як 6000 вильотів, завдаючи ударів по північнокорейських позиціях. Під час бойових дій, 1 жовтня 1952 року, «Кірсердж» був перекласифікований в ударний авіаносець CVA-33.
Після закінчення бойових дій авіаносець ніс службу на Далекому Сході у складі 7-го флоту.
З липня 1956 року по січень 1957 року авіаносець пройшов модернізацію за програмою SCB-125, під час якої отримав кутову польотну палубу.
Після завершення модернізації 1 липня 1957 року корабель і далі ніс службу на Тихому океані. 1 жовтня 1958 року був перекласифікований в протичовновий авіаносець CVS-33.
У жовтні 1959 року надавав допомогу мешканцям Нагої, які постраждали від тайфуну, евакуювавши понад 6000 чоловік.
7 березня 1960 року врятував радянських військовослужбовців Асхата Зіганшина, Філіпа Поплавського, Анатолія Крючковського та Івана Федотова, які 49 днів дрейфували на баржі Т-4.
Авіаносець «Кірсердж» залучали до космічних місій НАСА.
3 жовтня 1962 року забезпечував посадку космічного апарата «Сигма-7» (астронавт Волтер Ширра), а 16 травня 1963 року — «Фатіх-7» (астронавт Гордон Купер).
«Кірсердж» брав участь у війні у В'єтнамі, здійснивши 4 походи до берегів В'єтнаму (09.06 — 16.12.1964, 09.06 — 20.12.1966, 17.08.1967 — 06.04.1968, 29.03 — 04.08.1969).
13 лютого 1970 року авіаносець вивели в резерв. Після трирічного перебування у складі Резервного флоту 19 травня 1973 року він був виключений зі списків флоту й у лютому 1974 року проданий на злам.